# Moses Ingram
Moses Ingram, właśc. Monique Denise Ingram (ur. 6 lutego 1994 w Baltimore) – amerykańska aktorka, która wystąpiła m.in. w roli Jolene w miniserialu Gambit królowej (2020), za którą otrzymała nominację do nagrody Emmy.

## Życiorys
Ingram dorastała w zachodnim Baltimore. Miała pięcioro rodzeństwa; jej matka pracowała w przedszkolu, a ojciec był urzędnikiem. W wieku 10 lat jej matka wraz z nauczycielką z Windsor Hills Elementary zgłosiły ją do programu teatralnego. Następnie uczęszczała do Baltimore School for the Arts, którą ukończyła w 2012.
Ze względu na trudną sytuację finansową, Ingram odrzuciła propozycję uczęszczania na Uniwersytet Howarda i w 2012 roku zapisała się do Baltimore City Community College. W celu sfinansowania nauki, uczestniczyła w programach stypendialnych oraz pracowała na pół etatu.
Jesienią 2016 została przyjęta na Yale School of Drama. W 2018 otrzymała nagrodę Princess Grace Award. Studia magisterskie ukończyła w czerwcu 2019.

## Kariera
Miesiąc po rozpoczęciu studiów wzięła udział w przesłuchaniu do serialu Gambit królowej i dostała rolę Jolene. Dostała za nią nominację do nagrody Emmy dla najlepszej aktorki drugoplanowej w miniserialu, antologii lub filmie telewizyjnym.
Następnie wystąpiła w dramacie Petera Hedgesa The Same Storm oraz jako Lady Macduff w filmie Joela Coena Tragedia Makbeta, którego premiera odbyła się we wrześniu 2021 podczas New York Film Festival. Zagrała również w filmie Ambulans Michaela Baya oraz w miniserialu Obi-Wan Kenobi. W 2021 roku „Variety” umieściło ją wśród dziesięciu aktorów wartych obserwowania.

## Filmografia

### Film
| Rok  | Tytuł            | Rola           | Źródło |
| ---- | ---------------- | -------------- | ------ |
| 2018 | Candace          | Charlie        | [ 13 ] |
| 2021 | The Same Storm   | Audre Robinson | [ 8 ]  |
| 2021 | Tragedia Makbeta | Lady Macduff   | [ 9 ]  |
| 2022 | Ambulans         | Amy Sharp      | [ 10 ] |

### Telewizja
| Rok  | Tytuł           | Rola                            |        |
| ---- | --------------- | ------------------------------- | ------ |
| 2020 | Gambit królowej | Jolene                          | [ 4 ]  |
| 2022 | Obi-Wan Kenobi  | Reva Sevander / Trzecia Siostra | [ 11 ] |